# Сказание о победе над волжскими болгарами
«Сказание о победе над волжскими болгарами 1164 года и празднике 1 августа» — русское литературное произведение второй половины XII века о победе 1 августа князя Андрея Боголюбского над волжскими булгарами и византийского императора Мануила I Комнина над сарацинами (арабами и турками-сельджуками), а также об учреждении в связи с этим 1 (14) августа нового церковно-государственного праздника Владимирского княжества, празднества Всемилостивому Спасу и Пресвятой Богородице, вошедшего в литургический обиход Русской церкви. Одно из программных произведений владимирской литературы 60-х годов XII века, отразившее формирование Владимирского княжества как сильной военно-политической державы. Предположительно, связано с деятельностью Андрея Боголюбского, при котором распространилась идея об особом покровительстве Богородицы Владимирскому княжеству.

## Текстология
Известно более чем в 30 списках, объединяемых в три редакции. Наиболее ранние читаются в пергаменных списках Пролога.
- Первая, основная редакция имеет 4 варианта. В вариантах 1 и 2 содержатся различные продолжения основного текста: описание церковного праздника 1 августа[4] и особое Установление о постах на праздник 1 августа[5].
  - Вариант 1, предположительно, был создан епископом Феодором (ум. 1169), который вместе с Андреем Боголюбским боролся за независимость от Киева владимирской кафедры.
  - Вариант 2, вероятно, редактировался епископом греком Леоном, выступавшим в Ростове в начале 1170-х годов против этих притязаний.
  - Вариант 3 — продолжения основного текста убраны. В конце был добавлен молитвенный текст. Н. Н. Воронин считал, что автором этого текста был сам Андрей Боголюбский.
  - Вариант 4 — основной текст не имеет продолжений и дополнений[6].

- Вторая редакция, она же краткая летописная. Списки находятся в составе Лаврентьевской летописи и Минеи. Победа над волжскими булгарами рассматривается как новое чудо Владимирской иконы Божией Матери.

- Третья редакция включает списки, в которых объединены тексты варианта 4 Первой редакции и «Слова великого князя Андрея Боголюбского о милости Божией». Возникла она не ранее кон. XIII — нач. XIV в.

- Печатный Пролог на 1 августа содержит вариант Сказания, близкий к варианту 1 Первой редакции[1].

Сказание о победе над болгарами и краткая запись о том же событии, сходная с известием в Лаврентьевской летописи, предшествуют пространному варианту другого владимирского произведения того же времени, «Сказания о чудесах Владимирской иконы Божией Матери». В рукописях, содержащих краткий вариант Сказания о чудесах, содержится только текст Сказания о победе над болгарами, за которым в некоторых списках следует «Слово великого князя Андрея Боголюбского о милости Божией».
Раннее происхождение Сказания о победе над болгарами подтверждается текстом «Слова великого князя о милости Божией», который в некоторых списках продолжает текст Сказания. В Слове указывается, что праздник в честь победы над болгарами установлен «худым и грешным рабом Божиим Андреем князем, сыном Георгиевым, внуком Мономахова именем Владимира, царя и князя всея Руси». По мнению И. Е. Забелина, так о себе мог говорить только сам князь Андрей. Учёный даже связывал с ним авторство «Сказания о победе над волжскими болгарами». О вероятности существовании Сказания о победе уже в XII веке может свидетельствовать также упоминание о празднике Спаса и Богородицы в Троицком кондакаре конца XII — начала XIII века. и в Евангелии из Архангельского собора. По мнению И. Л. Жучковой, Сказание о победе над болгарами и рассказ о чудесах Владимирской иконы являлись двумя самостоятельными произведениями XII века. В 70—80-х годах XV века они были объединены и вместе с другими статьями составили «Сказание о чудесах Владимирской иконы».
По стилю сказания существенно отличаются: «Сказание ο победе над волжскими болгарами» более тесно связано с литературной традицией, книжным каноном, присутствуют библейские параллели и реминисценции, в то время как «Сказание ο чудесах Владимирской иконы» характеризуется разговорным языком, выразительностью диалогов, бытовыми реалиями XII века, которыми наполнен текст, в описании чудес не наблюдается зависимости от литературного канона.

## Содержание
1 августа Андрей Боголюбский одерживает победу над Волжской Булгарией, Мануил Комнин — в походе против сарацын. Автор сопоставляет эти победы на мусульманами и показывает владимирского князя и византийского императора равными в славе и достоинстве. В Сказании переосмысливается фабула воинской повести. Поход на булгар описан с государственно-идеологических позиций. Победы Андрея и Мануила ставятся в один ряд. Это сопоставление свидетельствует, что борьба с булгарами-мусульманами могла пониматься как война за веру.
На произведение оказало влияние переводное «Слово о явлении честного креста и о победе». Согласно Сказанию, Андрей и его полк во время битвы становятся свидетелями «божественного луча огнена». От иконы просияли лучи божественного света, покрыв собою всё войско великого князя. По преданию, такое же видение было явлено в тот день Мануилу. Эта сцена обнаруживает прямую параллель с видением лабарума, «божественной победы», который лицезрел римский император Константин Великий перед битвой при Сакса Рубра. Благодарственная молитва Андрея близко пересказывает этикетное моление князя Владимира Святославича в статье 996 года «Повести временных лет».
По версии Сказания, инициаторами нового праздника были Андрей Боголюбский, император Мануил, константинопольский патриарх Лука, а также греки, киевский митрополит Константин и ростовский епископ Нестор. В то же время «Слово великого князя Андрея Боголюбского о милости Божией» приписывает учреждение праздника одному князю Андрею.

## Влияние
Сказание о победе над болгарами стало одним из источников монументального компилятивного памятника московской литературы «Сказания о Владимирской иконе Божией Матери» второй половины XVI века. Оно почти целиком лишь с небольшими изменениями вошло в текст этого Сказания как одна из его глав.

## Издания
- Ключевский В. О. Сказание о чудесах Владимирской иконы божьей матери. — СПб., 1878. — С. 21—28 (изд. Общества любителей древней письменности, № 30);
- Забелин И. Е. Следы литературного труда Андрея Боголюбского // Археол. изв. и заметки. — М., 1895. — № 2—3. — С. 45—46;
- Лаврентьевская летопись. — Полное собрание русских летописей. — Т. 1. — М., 1962. — Стб. 352—353;
- Hurwitz E. S. Prince Andrej Bogoljubskij: The Man and the Myth. Firenze, 1980. P. 90—91.